# 이강조
이강조(李康助, 1954년 10월 27일 ~ )는 대한민국 강릉시 출생의 전 축구 선수 및 현 지도자로, 유공 코끼리의 창단 멤버로 활동했으며 군무원 신분으로 1990년도부터 상무 축구단의 감독을 해 오다가 2003년부터 프로에 입성한 광주 상무 축구단의 감독직을 수행하다 2010년 10월달에 감독직에서 물러나며 은퇴하였다.